# Маджид Шошич
Маджид Шошич (босн. Madžid Šošić, нар. 12 серпня 2002, Бугойно, Боснія і Герцеговина) — боснійський футболіст, півзахисник клубу «Желєзнічар» та національної збірної Боснії і Герцеговини.

## Ігрова кар'єра

### Клубна
Маджид Шошич починав займатися футболом у своєму рідному місті Бугойно. У 2011 році він приєднався до молодіжної команди боснійського клубу «Желєзнічар» з міста Сараєво.
Але дорослу кар'єру Шошич почав у Хорватії. У серпні 2020 року він підписав трирічний контракт з хорватським клубом «Хайдук» і почав виступи за молодіжну команду. Та пробитися до основи «Хайдука» одразу Шошич не зумів і в липні 2021 року повернувся до Боснії, де й далі грав на правах оренди за клуб «Зрінськи». У вересні футболіст зазнав важкої травми коліна й вибув з гри на шість місяців. Та все ж отримав титул чемпіона Боснії і Герцеговини.
Влітку 2022 року Шошич знову відбув в оренду. Цього разу до Словенії — у клуб «Радомлє», де провів два сезони. Пізніше Шошич продовжив контракт з «Хайдуком» до червня 2026 року.

### Збірна
9 червня 2024 року в товариському матчі проти Італії Маджид Шошич дебютував у складі національної збірної Боснії і Герцеговини.

## Титули
Зрінськи
 Чемпіон Боснії і Герцеговини: 2021/22